# Sibarau
Sibarau is een bestuurslaag in het regentschap Serdang Bedagai van de provincie Noord-Sumatra, Indonesië. Sibarau telt 463 inwoners (volkstelling 2010).